# تپه موجا
تپه موجا در حومه اشنویه واقع شده و این اثر در تاریخ ۱ آذر ۱۳۴۴ با شمارهٔ ثبت ۴۶۸ به‌عنوان یکی از آثار ملی ایران به ثبت رسیده است.